# Prehoda József
Prehoda József (Kakucs, 1908. szeptember 13. – Budapest, 1968. június 7.) - borász

## Életrajz
Prehoda József 1908. szeptember 13-án született a Pest-Pilis-Solt-Kiskun vármegyei Kakucson. 1927-ben szerzett Kereskedelmi iskolai érettségit, utána a budafoki Palugyay borkereskedő cég alkalmazottja lett. Önképzéssel sajátította el a borászat ismereteit. 1948-ban a Borforgalmi Vállalat műszaki vezetője lett, majd a Mecsekvidéki Borforgalmi Vállalatnál, illetve a Pest-Szolnok megyei Borforgalmi Vállalatnál tevékenykedett. Az 1950-es években több, a szüretelő telepek korszerűsítésére vonatkozó újítását fogadták el. 1957–68-ban az Orsz. Szőlészeti és Borászati Kutató Intézet borgazdasági csoportjának munkatársa volt.

## Munkássága
Kidolgozta a magyar vörösborkészítés technológiáját, részt vett a szőlőlékészítés hazai módszereinek kidolgozásában. Találmánya az automata vörösborerjesztő tartály és az aroma-visszanyerő berendezés.
Cikkeit a Borgazdaság és a Szőlő- és Gyümölcstermesztés közölte.

## Munkái
- Üzemi szőlőfeldolgozás. Fehérbor készítés
- Vörösbor készítés (I–II., Budapest, 1957–1960)
- A must és bor egyszerű kezelése (Mercz Árpáddal, Budapest, 1960)
- A tudomány és technika új eljárásai a borászatban (Budapest, 1962)
- Korszerű borászati üzemek (Ásvány Ákossal Budapest, 1964)
- Korszerű borkezelés (Mercz Árpáddal, Budapest, 1966)
- A szőlőlé készítés módszerei (Budapest, 1967)